# توگالان
شهر توگالان (به تاجیکی: Тугалан) در استان ختلان در کشور تاجیکستان واقع شده‌است. جمعیت این شهر ۲۱٬۳۷۳ نفر است.